# Skalka (Olomouc)
Skalka é uma comuna checa localizada na região de Olomouc, distrito de Prostějov.